# Ikrjaninskij rajon
L'Ikrjaninskij rajon (in russo Икрянинский район?) è un rajon dell'Oblast' di Astrachan', nella Russia europea; il capoluogo è Ikrjanoe.